# Isidro Solís
Isidro del Carmen Solís Palma (Santiago, 30 de marzo de 1954[cita requerida]) es un abogado y político chileno, exmiembro del Partido Radical (PR). Se desempeñó como subsecretario y ministro de Estado durante los gobiernos de los presidentes Ricardo Lagos y Michelle Bachelet, respectivamente.

## Biografía
Cursó sus estudios primarios en el colegio English High School y los secundarios en el Liceo José Victorino Lastarria, desde donde egresó en 1971.
Por dos años estudió derecho en la Universidad de Concepción, terminando finalmente la carrera en la Universidad de Chile, en Santiago.
Practicó libremente su profesión entre 1977 y 1990. Entre 1987 y 1988 ocupó el cargo de secretario del Consejo General del Colegio de Abogados.
Ingresó al Estado en 1990 a trabajar como jefe de la división ejecutiva del Ministerio Secretaría General de la Presidencia. De diciembre de 1990 a marzo de 1993, en tanto, ejerció como director nacional de Gendarmería.
De marzo de 1993 a mayo de 1995 ejerció como director de Seguridad Pública e Informaciones, siendo el primero en ocupar el cargo.
Entre 1995 y 2002 ejerció nuevamente su profesión, para volver al gobierno central en la administración de Ricardo Lagos, en la que ocupó los cargos de subsecretario de Minería y el de subsecretario de Aviación.
Fue ministro de Justicia por encargo de Bachelet desde el 11 de marzo de 2006 al 26 de marzo de 2007.
Fue militante del Partido Radical por 52 años. Dejó la colectividad en septiembre de 2022 para sumarse al movimiento Amarillos por Chile.